# Chaetarcturus bovinus
Chaetarcturus bovinus là một loài chân đều trong họ Antarcturidae. Loài này được Brandt & Wägele miêu tả khoa học năm 1988.